# Rossijanka
FK Rossijanka Moskovskaja Oblast (ryska: ФК Россиянка Московская область), är en rysk fotbollsklubb från Krasnoarmejsk, bildad 1990. Man har ett framgångsrikt damlag som vunnit ett antal liga- och cuptitlar. Laget går ofta långt i Uefa Women's Champions League; både 2012 och 2013 nådde man kvartsfinal. 2011 väckte laget uppmärksamhet genom att spela med bikini för att höja publiksiffrorna.

## Meriter
- Ryska ligan: 2005, 2006, 2010, 2011/2012, 2016
  - Tvåa: 2004, 2007, 2008, 2009, 2012/2013, 2015
- Ryska cupen: 2005, 2006, 2008, 2009, 2010
  - Tvåa: 2004, 2007